# Sorel-en-Vimeu
Sorel-en-Vimeu település Franciaországban, Somme megyében. Lakosainak száma 233 fő (2022. január 1.). Sorel-en-Vimeu Airaines, Fontaine-sur-Somme, Hallencourt és Liercourt községekkel határos.

## Népesség
A település népessége az elmúlt években az alábbi módon változott:
| Lakosok száma | 243  | 224  | 221  | 213  | 213  | 208  | 217  | 225  | 233  |
|               | 2013 | 2015 | 2016 | 2017 | 2018 | 2019 | 2020 | 2021 | 2022 |